# Linet Masai
Linet Masai (ur. 5 grudnia 1989 w Kapsokwony) – kenijska lekkoatletka, specjalistka od długich dystansów.

## Osiągnięcia
- 8 medali podczas Mistrzostw świata w biegach przełajowych
  - Mombasa 2007 – w kategorii juniorów dwa złote medale (indywidualnie oraz w drużynie)
  - Edynburg 2008 – w kategorii seniorów - brąz indywidualnie i srebro drużynowo
  - Amman 2009 – srebro indywidualnie oraz złoto w drużynie
  - Bydgoszcz 2010 – srebro indywidualnie oraz złoto w drużynie
- 4. miejsce na igrzyskach olimpijskich (bieg na 10 000 m, Pekin 2008)
- złoty medal mistrzostw świata (bieg na 10 000 m, Berlin 2009)
- brązowy medal mistrzostw Afryki (bieg na 10 000 m, Nairobi 2010)
- brązowy medal mistrzostw świata w biegu na 10 000 metrów (Daegu 2011)

## Rekordy życiowe
- bieg na 5000 metrów - 14:31,14 (2010)
- bieg na 10 000 metrów - 30:26,50 (2008) juniorski rekord świata
- bieg na 10 mil – 50:39 (2009) rekord świata
- półmaraton - 1:09:33 (2016)